# Víctor Genes
Víctor Genes (Asunción, Paraguay, 29 de julio de 1961-Ibidem, 17 de marzo de 2019) fue un futbolista y entrenador paraguayo. Entre 2013 y 2014 fue director técnico de la selección de fútbol de Paraguay.

## Trayectoria como jugador
Genes, quien se desempeñaba como centrocampista, se inició en el Club 16 de Agosto de Luque. Luego pasó por diferentes clubes del fútbol paraguayo como Sportivo Luqueño, Libertad, Club Aquidabán, Guaraní, Cerro Porteño, Club River Plate y el Club Sol de América.

### Selección nacional
Realizó su debut internacional en la selección Paraguaya de fútbol el 14 de junio de 1991  en la Copa Paz del Chaco ante Bolivia, con triunfo por 1-0. Llegó a jugar un total de tres partidos con la Albirroja.

## Trayectoria como director técnico
Egresado como DT en la Escuela Nacional de Educación Física (ENEF-1995), Genes se convirtió en DT. Dirigió a la selección paraguaya durante la Copa Carlsberg de 2001. Fue el asistente técnico del DT Sergio Markarián en las Eliminatorias para la Copa del Mundo Corea-Japón 2002 y la Copa América 2001. También fue el asistente técnico del DT Cesare Maldini en la Copa Mundial de Fútbol de 2002.
Salió campeón absoluto con el Club Libertad de Paraguay en el 2003, antes de trasladarse a Ecuador para dirigir al Club Social y Deportivo Macará. También dirigió al José Gálvez FBC de Perú en 2009. En el año 2010 tomó la conducción técnica del recientemente fundado Club Sportivo Carapeguá, y lo sacó campeón del Torneo Pre-Intermedia de Paraguay. Luego pasó al Club Sportivo Luqueño en el 2010 . Luego de esto, en el 2011 se retiró un poco del fútbol profesional, pasando a entrenar las divisiones formativas del Club Libertad.
En el 2015 logró la permanencia en la Primera División del Club Rubio Ñu sumando puntos importantes al asumir en las últimas fechas.
En diciembre del 2016, dirigiendo al Deportivo Capiatá, logró por primera vez la clasificación del conjunto Escobero a la Copa Libertadores 2017, pero luego de no tener buena relación con el vicepresidente del club decidió no continuar en el cargo.
El 14 de febrero de 2017 fue presentado como nuevo entrenador del Club Rubio Ñu de la Primera División de Paraguay. El 25 de junio del mismo año dejó la dirección técnica del conjunto Albiverde.
El 30 de octubre de 2017 asumió como nuevo entrenador del Club Atlético Boca Unidos de la Primera B Nacional. El 12 de diciembre del 2017 dejó Club Atlético Boca Unidos.
El 23 de septiembre de 2018 asumió como nuevo entrenador del Independiente de Campo Grande de la Primera División de Paraguay. Debido a un problema de salud, el 2 de noviembre del 2018 dejó de ser entrenador de Independiente de Campo Grande.

### Selección nacional
Asumió el puesto de DT de la selección paraguaya sub-20 para disputar el Campeonato Sudamericano de Fútbol Sub-20 de 2013. En este Sudamericano, Paraguay logró una excelente campaña, llegando a decidir el título en la última fecha ante la selección colombiana, partido que pierde 2-1 quedándose finalmente con el subcampeonato y un cupo para disputar la Copa Mundial de Fútbol Sub-20 de 2013.
En esta Copa Mundial, Paraguay logró superar la primera fase quedando en segundo lugar por detrás de la Selección de Grecia, por sorteo, pues habían empatado en todos los criterios. En octavos de final se enfrentó con la Selección de Irak, ante la cual cayó eliminada por 1-0.
El 27 de julio de 2013 asumió la dirección técnica de la Selección Mayor de Paraguay, tras la salida de Gerardo Pelusso. Debutó el 14 de agosto de 2013 con un empate (3-3) ante Alemania en un amistoso jugado en la ciudad de Kaiserslautern. 
De manera oficial vivió su estreno el 6 de septiembre de 2013 durante un partido por las eliminatorias al Mundial de Brasil 2014, con un triunfo (4-0) sobre Bolivia, en el estadio Defensores del Chaco pero luego cayó (5-2) ante Argentina en Asunción. En su tercer partido consiguió un valioso empate en Venezuela (1-1) que hizo que Paraguay esfumara el sueño de La Vinotinto de disputar un mundial y finalmente cayó en la última fecha ante Colombia (1-2) con un equipo relativamente joven.
Desde que asumió en agosto de 2013, Genes condujo al equipo albirrojo en trece partidos, de los cuales ganó 3, empató 4 y perdió 6. Efectividad del 33,3%. Este promedio se mantiene al 33,3% en partidos oficiales, los cuales fueron cuatro.
| #  | Fecha                    | Lugar          | Rival                  | Resultado | Competición        | Goleadores (Sólo los de Paraguay)             |
| -- | ------------------------ | -------------- | ---------------------- | --------- | ------------------ | --------------------------------------------- |
| 1  | 14 de agosto de 2013     | Kaiserslautern | Alemania               | 3-3       | Amistoso           | J. A. Núñez, W. Pittoni y M. Samudio          |
| 2  | 6 de septiembre de 2013  | Asunción       | Bolivia                | 4-0       | Eliminatorias 2014 | J. Fabbro, R. Santa Cruz, R. Ortiz y G. Gómez |
| 3  | 10 de septiembre de 2013 | Asunción       | Argentina              | 2-5       | Eliminatorias 2014 | J. A. Núñez y R. Santa Cruz                   |
| 4  | 11 de octubre de 2013    | San Cristóbal  | Venezuela              | 1-1       | Eliminatorias 2014 | E. Benítez                                    |
| 5  | 15 de octubre de 2013    | Asunción       | Colombia               | 1-2       | Eliminatorias 2014 | J. Rojas                                      |
| 6  | 5 de marzo de 2014       | San José       | Costa Rica             | 1-2       | Amistoso           | G. Gómez                                      |
| 7  | 29 de mayo de 2014       | Kufstein       | Camerún                | 2-1       | Amistoso           | O. Romero y R. Santa Cruz                     |
| 8  | 1 de junio de 2014       | Niza           | Francia                | 1-1       | Amistoso           | V. Cáceres                                    |
| 9  | 7 de septiembre de 2014  | Klagenfurt     | Emiratos Árabes Unidos | 0-0       | Amistoso           |                                               |
| 10 | 10 de octubre de 2014    | Cheonan        | Corea del Sur          | 0-2       | Amistoso           |                                               |
| 11 | 14 de octubre de 2014    | Changsha       | China                  | 1-2       | Amistoso           | N. Ortigoza                                   |
| 12 | 14 de noviembre de 2014  | Luque          | Perú                   | 2-1       | Amistoso           | A. Romero y D. González (p)                   |
| 13 | 18 de noviembre de 2014  | Lima           | Perú                   | 1-2       | Amistoso           | R. Santa Cruz                                 |

Se menciona en primer término el marcador registrado por el conjunto paraguayo.

#### Estadísticas en la Selección Paraguaya como DT
Actualizado a noviembre 2014 (13 partidos-total)
| Roque Santa Cruz        | Málaga                 | 4 | 12 |
| José Ariel Núñez        | Osasuna                | 2 | 4  |
| Gustavo Gómez Portillo  | Libertad               | 2 | 10 |
| Wilson Pittoni          | Olimpia                | 1 | 2  |
| Jonathan Fabbro         | River Plate            | 1 | 3  |
| Richard Ortiz           | Toluca                 | 1 | 3  |
| Néstor Ortigoza         | San Lorenzo de Almagro | 1 | 3  |
| Ángel Romero Villamayor | Corinthians            | 1 | 3  |
| Miguel Samudio          | Libertad               | 1 | 4  |
| Edgar Benítez           | Toluca                 | 1 | 4  |
| Víctor Cáceres          | Flamengo               | 1 | 7  |
| Óscar Romero Villamayor | Cerro Porteño          | 1 | 8  |
| Derlis González         | Basel                  | 1 | 8  |
| Jorge Luis Rojas        | Benfica                | 1 | 11 |

| Roque Santa Cruz         | Málaga                      | 12 | 4 |
| Jorge Luis Rojas         | Gimnasia y Esgrima La Plata | 12 | 1 |
| Gustavo Gómez Portillo   | Lanús                       | 10 | 2 |
| Óscar Romero Villamayor  | Cerro Porteño               | 8  | 1 |
| Derlis González          | Basel                       | 8  | 1 |
| Víctor Cáceres           | Flamengo                    | 7  | 1 |
| Paulo César Da Silva     | Toluca                      | 7  | 0 |
| Víctor Ayala Núñez       | Lanús                       | 6  | 0 |
| Junior Alonso            | Cerro Porteño               | 6  | 0 |
| Silvio Torales           | Nacional                    | 5  | 0 |
| Antonio Sanabria         | Roma                        | 5  | 0 |
| Justo Villar             | Colo Colo                   | 5  | 0 |
| Cristian Riveros         | Grêmio                      | 5  | 0 |
| José Ariel Núñez         | Brøndby IF                  | 4  | 2 |
| Miguel Samudio           | Cruzeiro                    | 4  | 1 |
| Edgar Benítez            | Toluca                      | 4  | 1 |
| Salustiano Candia        | Olimpia                     | 4  | 0 |
| Roberto Junior Fernández | Cerro Porteño               | 4  | 0 |
| Fidencio Oviedo          | Cerro Porteño               | 4  | 0 |
| Pablo César Aguilar      | América                     | 4  | 0 |
| Jorge Daniel Benítez     | Olympiacos                  | 4  | 0 |
| Jorge Moreira            | Libertad                    | 4  | 0 |
| Luis Cardozo             | Monarcas Morelia            | 4  | 0 |
| Celso Ortiz              | AZ Alkmaar                  | 4  | 0 |
| Marcos Riveros           | Nacional                    | 4  | 0 |
| Jonathan Fabbro          | River Plate                 | 3  | 1 |
| Richard Ortiz            | Toluca                      | 3  | 1 |
| Néstor Ortigoza          | San Lorenzo de Almagro      | 3  | 1 |
| Ángel Romero Villamayor  | Corinthians                 | 3  | 1 |
| Sergio Aquino            | Libertad                    | 3  | 0 |
| Danilo Ortiz             | Cerro Porteño               | 3  | 0 |
| David Ariel Mendieta     | 3 de Febrero                | 3  | 0 |
| Anthony Silva            | 3 de Febrero                | 3  | 0 |
| Christian Ovelar         | Olimpia                     | 3  | 0 |
| Iván Piris               | Udinese                     | 3  | 0 |
| Wilson Pittoni           | Olimpia                     | 2  | 1 |
| Carlos Bonet             | Cerro Porteño               | 2  | 0 |
| Óscar Cardozo            | Benfica                     | 2  | 0 |
| Ramón Coronel            | Nacional                    | 2  | 0 |
| Derlis Orué              | Nacional                    | 2  | 0 |
| José Leonardo Cáceres    | Nacional                    | 2  | 0 |
| Joel Silva               | Guaraní                     | 2  | 0 |
| David Mendoza            | Nacional                    | 2  | 0 |
| Cecilio Domínguez        | Club Sol de América         | 2  | 0 |
| Óscar Ramón Ruiz         | Capiatá                     | 2  | 0 |
| Lorenzo Melgarejo        | Kubán Krasnodar             | 1  | 0 |
| Marcos Cáceres           | Newell's Old Boys           | 1  | 0 |
| Luis Miño                | Sportivo Luqueño            | 1  | 0 |
| David Mendieta           | Lobos de la BUAP            | 1  | 0 |
| Hernán Arsenio Pérez     | Olympiacos                  | 1  | 0 |
| Pablo Velázquez          | Toluca                      | 1  | 0 |
| Nelson Haedo Valdez      | Olympiacos                  | 1  | 0 |
| Gustavo Mencia           | Libertad                    | 1  | 0 |
| Julio dos Santos         | Cerro Porteño               | 1  | 0 |
| Jorge Eduardo Recalde    | Libertad                    | 1  | 0 |
| Víctor Centurión         | Olimpia                     | 1  | 0 |
| Miguel Paniagua          | Cerro Porteño               | 1  | 0 |
| Marcelo Estigarribia     | Atalanta                    | 1  | 0 |
| Bernardo Medina          | General Díaz                | 1  | 0 |

## Clubes

### Como entrenador
| Equipo                                              | País      | Año       |
| --------------------------------------------------- | --------- | --------- |
| Club River Plate                                    | Paraguay  | 1997-2000 |
| Selección de fútbol de Paraguay (Asistente técnico) | Paraguay  | 2000-2002 |
| Club Libertad                                       | Paraguay  | 2003-2004 |
| Club 12 de Octubre                                  | Paraguay  | 2005      |
| Club Social y Deportivo Macará                      | Ecuador   | 2006      |
| Club Atlético 3 de Febrero                          | Paraguay  | 2007      |
| Club Sportivo Trinidense                            | Paraguay  | 2008      |
| José Gálvez FBC                                     | Perú      | 2009      |
| Club Sportivo Carapeguá                             | Paraguay  | 2010      |
| Club Sportivo Luqueño                               | Paraguay  | 2010      |
| Club Libertad (Inferiores)                          | Paraguay  | 2011      |
| Selección de fútbol sub-20 de Paraguay              | Paraguay  | 2012-2013 |
| Selección de fútbol de Paraguay                     | Paraguay  | 2013-2014 |
| Selección de fútbol sub-20 de Paraguay              | Paraguay  | 2014-2015 |
| Club Rubio Ñu                                       | Paraguay  | 2015      |
| General Caballero                                   | Paraguay  | 2016      |
| Deportivo Capiatá                                   | Paraguay  | 2016      |
| Rubio Ñu                                            | Paraguay  | 2017      |
| Boca Unidos                                         | Argentina | 2017      |
| Independiente de Campo Grande                       | Paraguay  | 2018      |

## Palmarés

### Como entrenador
| Título                | Equipo                  | País     | Año  |
| --------------------- | ----------------------- | -------- | ---- |
| Campeón Absoluto      | Club Libertad           | Paraguay | 2003 |
| Torneo Pre-Intermedia | Club Sportivo Carapeguá | Paraguay | 2010 |